# Нижчі змії
Нижчі змії — надродина неотруйних змій з інфраряду Alethinophidia. Має 10 родин, 51 рід, 207 видів.

## Опис
Загальна довжина представників цієї надродини коливається від 40 см до 11 м. За будовою ці змії належать до примітивніших на відміну від надродини Colubroidea. Це виявляється у структурі скелету, зокрема черепа та щелеп, розташуванні зубів, які здебільшого не пристосовані для сильних укусів. Є рудименти задніх кінцівок. Між лобовою та тім'яною кістками є оптичний отвір.
Забарвлення цих змій досить різнобарвне, охоплює різні кольори.

## Спосіб життя
Полюбляють різні біотопи. Здебільшого трапляються у лісових місцинах. Більшість веде деревний спосіб життя. Втім є риючі змії, які ведуть напівпідземний спосіб життя. Харчуються ссавцями, ящірками, земноводними, комахами. Усі ці змії душать свою здобич.
Це яйцеживородні, яйцекладні змії.

## Розповсюдження
Мешкають на усіх континентах, окрім Антарктиди.

## Родини
- Валикові змії
- Карликові циліндричні змії
- Удавові
- Болиєріди
- Циліндричні змії
- Двоколірні змії
- Пітони
- Земляні удави
- Щитохвості змії
- Променисті змії